# Кума (река, впадает в Восточно-Китайское море)
Кума́ (Кума-Гава; яп. 球磨川) — река в Японии на острове Кюсю. Её бассейн расположен на территории префектур Кумамото, Кагосима и Миядзаки. Длина — 115 км. Площадь водосборного бассейна — 1880 км². Средний расход воды — 79 м³/с (Ёкоиси). Средний уклон реки составляет 1/7000. Впадает в залив Яцусиро, в устье реки расположен город Яцусиро.